# Pecorino crotonese
Pecorino crotonese is een Italiaanse kaassoort. Hij wordt bereid uit volle schapenmelk. 
Het is een harde, halfgekookte kaas met een vetgehalte van minstens 40% op de totale droge stof; het watergehalte mag niet lager zijn dan 30 g/100 g; het eiwitgehalte moet meer dan 25 g/100 g zijn. De kazen zijn cilindervormig en vertonen de afdrukken van de korf die voor de bereiding gebruikt werd. De kaas heeft weinig gaten en kan worden geraspt om pastagerechten te begeleiden.
De kaas wordt verkocht als fresco (vers), met een witte of gelige korst; semiduro (halfhard), met een dikke bruinachtige korst; of stagionato (langer dan zes maanden gerijpt) met een harde, bruine korst. 

## Beschermde oorsprongsbenaming
Pecorino crotonese is een beschermde oorsprongsbenaming (BOB) in de Europese Unie. Het gebied waar de kaas wordt geproduceerd valt grotendeels samen met het historische Markiezaat van  Crotone en omvat gemeenten in de provincies Crotone, Catanzaro en Cosenza in Calabrië.